# Толстенко, Геннадий Юрьевич
Геннадий Юрьевич Толстенко (род. 6 июня 1959, Луганск) — советский и российский композитор и педагог. Профессор Ростовской государственной консерватории имени С. В. Рахманинова. Заслуженный работник культуры РФ (2018).

## Биография
Родился 6 июня 1959 года в Луганске. В 1970 году поступил в музыкальную школу по классу баяна. Уже через два года начал составлять свои первые опусы для баяна (Вальс, «Веселое настроение»).
В 1979 году с отличием окончил Луганское музыкальное училище. С 1976 по 1979 получал первые уроки композиции у профессора Московской консерватории С. А. Баласаняна. В 1978 году состоялась премьера первого оркестрового опыта — Увертюры для симфонического оркестра под руководством дирижёра Толстенко.
В том же году поступил в Ростовскую государственную консерваторию по классу композиции профессора А. И. Кусякова. В годы учёбы познакомился с композиторам Г. А. Канчели и В. В. Сильвестровым, творчество которых повлияло на Толстенко. Их сотрудничество и дружба длятся уже более тридцати лет.
В 1984 году окончил Ростовскую консерваторию и был призван на воинскую службу. Будучи в армии, в 1985 году стал лауреатом Всесоюзного конкурса композиторов, посвящённого 40-летию Великой Победы.
Преподаёт в Ростовской консерватории с 1987 года. С 2000 года — доцент, с 2010 — профессор.
В 1989 году стал членом Союза композиторов СССР. В 1995 — член Правления, а с 2000 по 2010 — заместитель председателя Правления и ответственный секретарь Ростовской композиторской организации.
В 2007—2012 гг. — помощник ректора по концертной и творческой работе Ростовской консерватории.
Участвует в организации различных музыкальных проектов по тематике донского фольклора.
Удостоен звания «Человек года» в номинации «Композитор года» Ростовского отделения Российского фонда культуры.

## Награды
- Медаль «За доблестный труд на благо Донского края» (1 марта 2017 года)[5].